# Ronald McDonald Kinderfonds

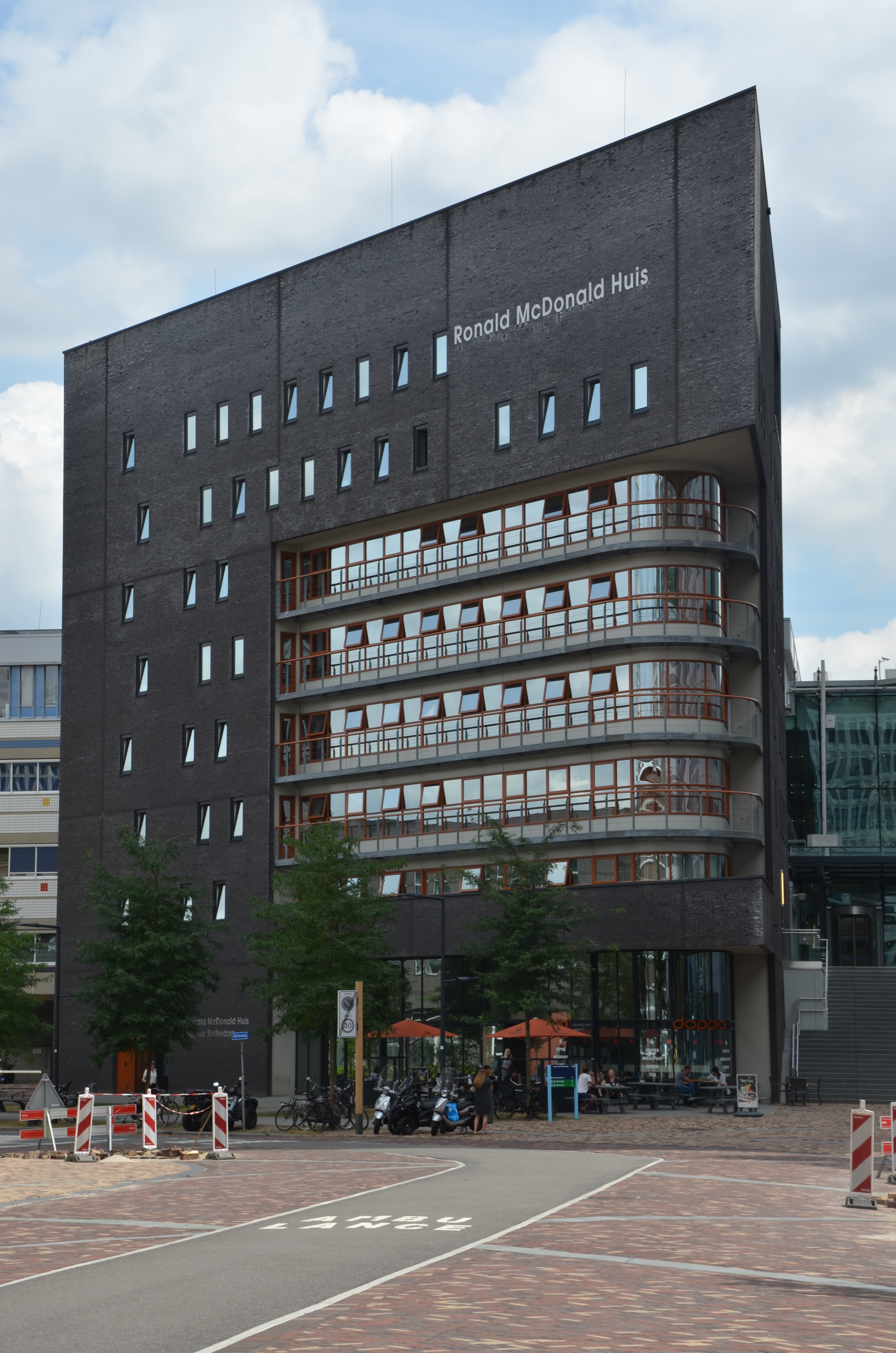
Ronald McDonald Sophia Huis in Rotterdam

Het Ronald McDonald Kinderfonds is een Nederlandse stichting die zieke en gehandicapte kinderen en hun familie steunt. De stichting is een onderdeel van de internationale organisatie Ronald McDonald House Charities. De stichting is vernoemd naar Ronald McDonald, de mascotte van hoofdsponsor McDonald's.
Het fonds beheert elf huizen, twaalf huiskamers in ziekenhuizen, drie vakantievoorzieningen en een sportlocatie. Ieder huis en project heeft een huismanagement dat uit twee of drie personen bestaat. Samen met de medewerkers van het Ronald McDonald Kinderfonds zijn dit de enige betaalde krachten binnen de organisatie. Er zijn voornamelijk vrijwilligers actief. Ieder project heeft een eigen bestuur en doorgaans ook eigen ambassadeurs.

## Geschiedenis

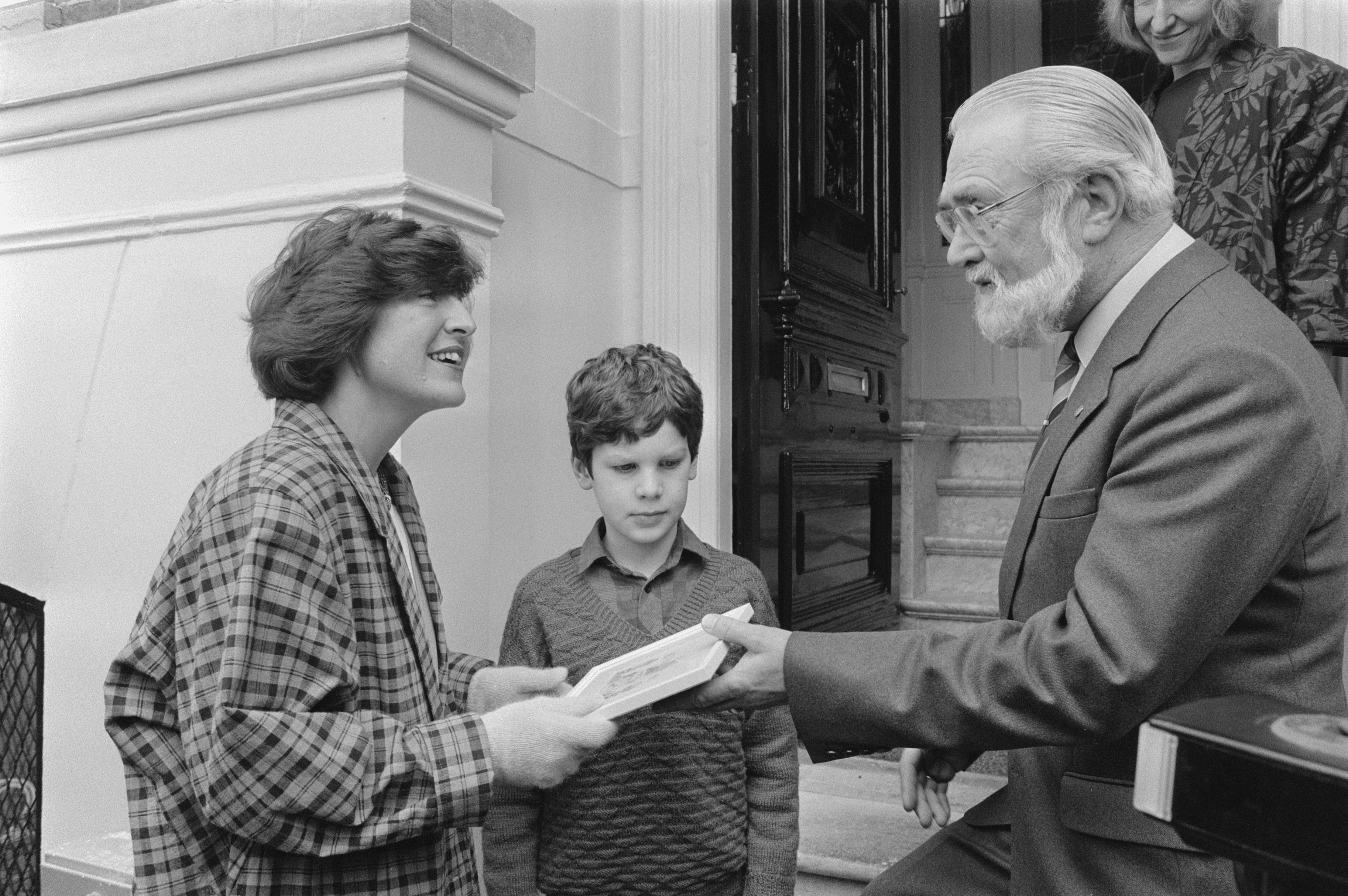
Prinses Margriet opent in 1985 het eerste Ronald McDonald Huis van Europa in Amsterdam

Het fonds is de Nederlandse tak van het Amerikaanse Ronald McDonald House Charities. Deze Amerikaanse stichting is opgericht door kinderoncologe Audrey Evans. In haar werk merkte ze dat ouders soms ver van het ziekenhuis woonden en niet altijd dicht bij hun zieke kind konden zijn. Ze kwam op het idee om logeerhuizen te bouwen, vlak bij ziekenhuizen. Hiervoor vond ze een sponsor in fastfoodketen McDonald's. In 1974 werd het eerste Ronald McDonald Huis ter wereld geopend in het Amerikaanse Philadelphia. Sindsdien zijn er huizen over de hele wereld gebouwd.
In Nederland opende het eerste Ronald McDonald Huis in 1985 bij het Academisch Medisch Centrum in Amsterdam. Het was het eerste in Europa.

## Huizen en huiskamers
De huizen staan bij academische ziekenhuizen, ziekenhuizen met een bovenregionale functie en bij revalidatiecentra. In een huis kan de familie van een ziek kind tegen een kleine vergoeding logeren en gebruikmaken van de faciliteiten. In een aantal huizen is een huiskamer aanwezig.

## Vakantiehuizen

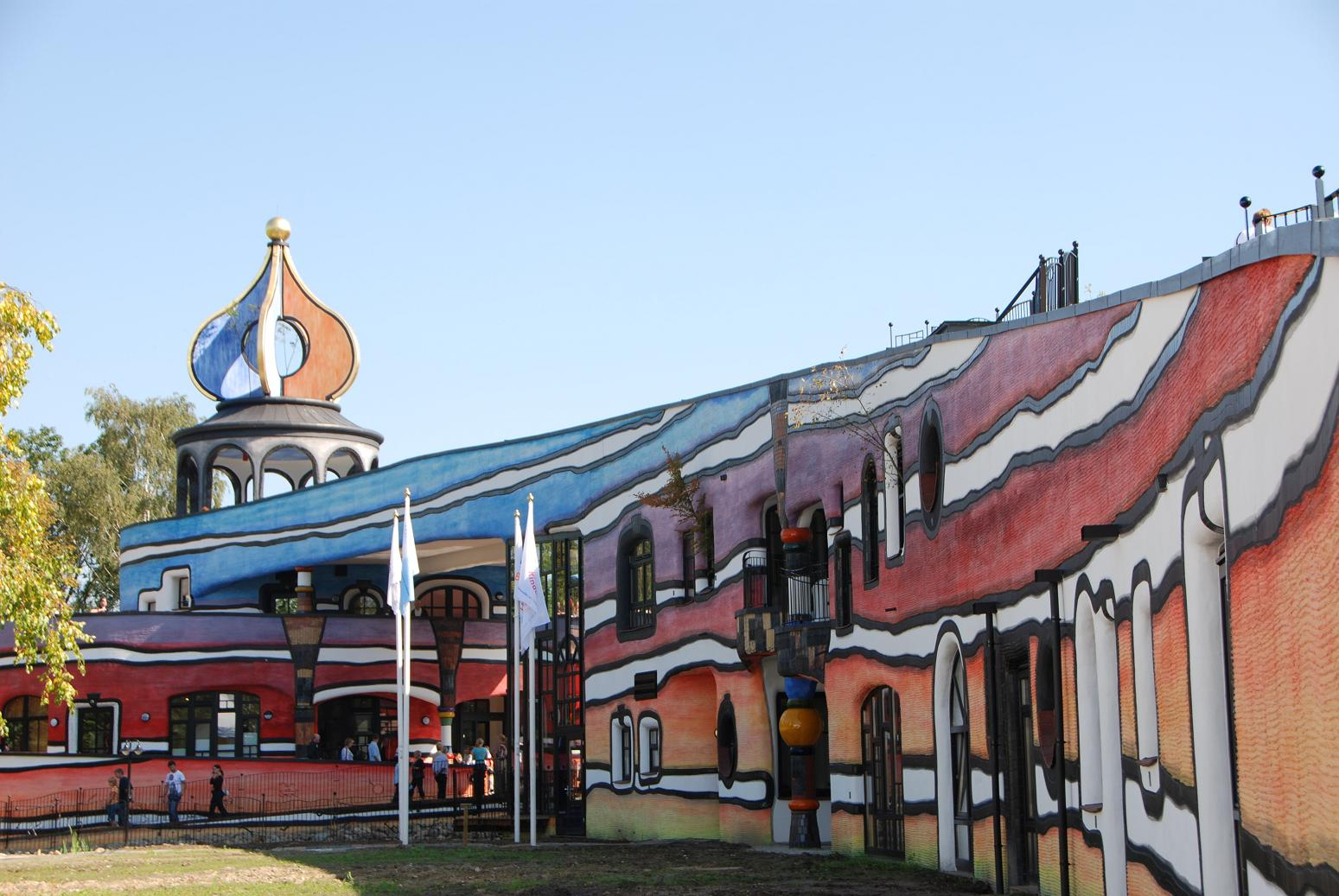
Ronald McDonald Kindervallei in Houthem

Er zijn drie vakantiehuizen van het Ronald McDonald Kinderfonds. Hier kunnen gezinnen met een zorgintensief kind vakantie houden in aangepaste appartementen. De vakantievoorzieningen staan in Valkenburg aan de Geul (Ronald McDonald Kindervallei), Beetsterzwaag en Arnhem.

## Sportlocatie
In 2010 opende in Amsterdam-Noord het Ronald McDonald Centre. Dit is een sportlocatie waar zieke en gehandicapte kinderen onder meer kunnen zwemmen, rolstoelbasketballen, voetballen, handballen, boksen en dansen. In 2016 trok McDonald zich terug als sponsor en ging het sportcentrum verder onder de naam Friendship Sports Centre.

## Acties

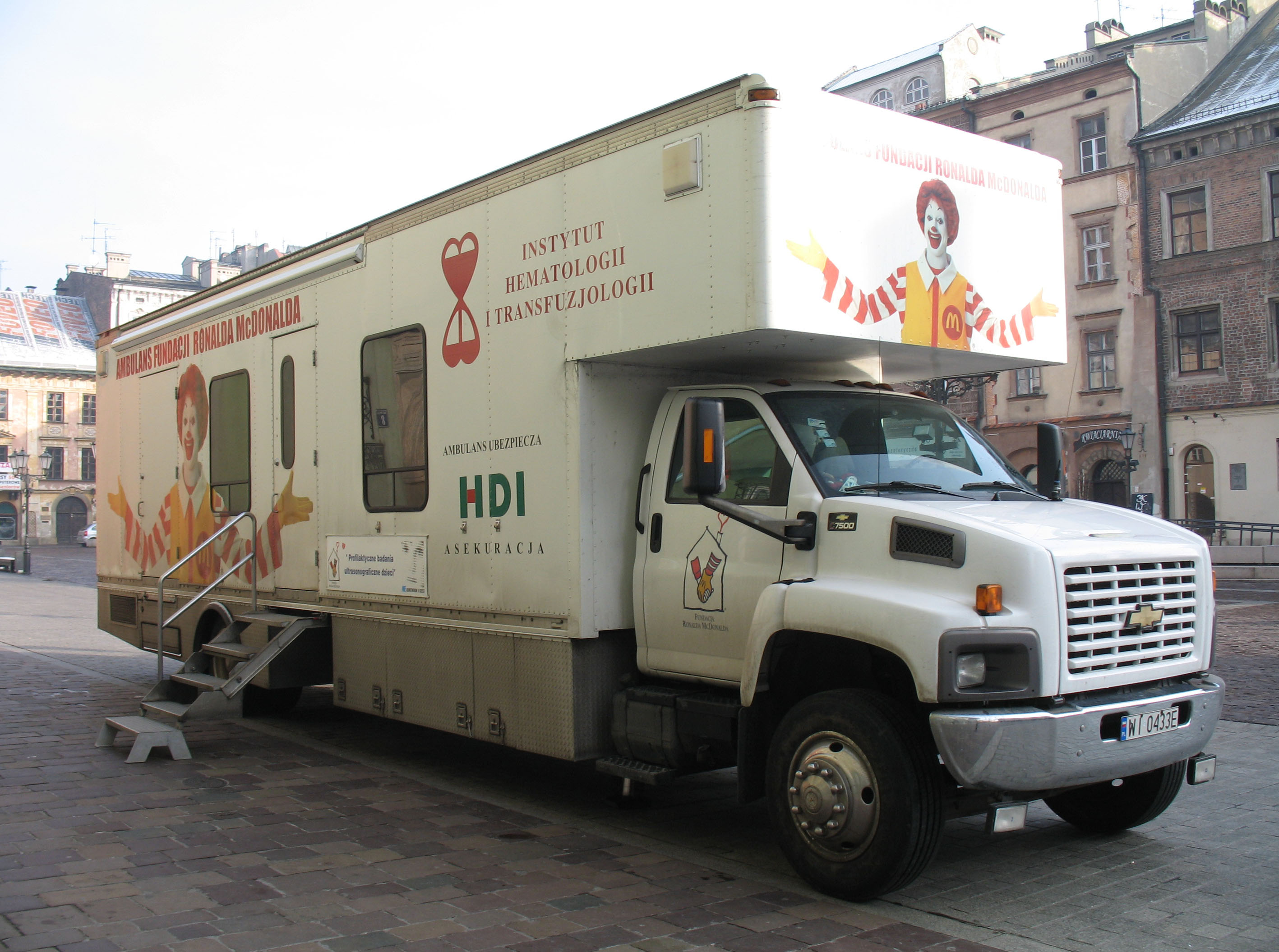
In Polen zamelt het fonds ook bloed in

Het fonds wordt gesteund via landelijke acties waarvan sommige jaarlijks terugkeren.
- De HomeRide, een fietstocht van 500 kilometer die gaat van Groningen naar Maastricht langs een aantal Ronald McDonald kinderhuizen.
- Ronald McDonald Fietsdag
- Knuffelcampagne online
- Ronald McDonald Kinderfonds mokjes
- Ronald McDonald Kinderfonds gala
- McDonald's campagne
- Kinderpuzzelmagazine

## Ambassadeurs
Er zijn drie ambassadeurs: Yvon Jaspers, Jan Versteegh en Robert ten Brink. Ambassadeurs worden ingezet bij onder meer openingen, pr-momenten en tijdens acties.

## Locaties
Ronald McDonald Huizen
- Amsterdam, (één bij het AMC en één bij het VU Medisch Centrum)
- Den Haag, (in het Juliana Kinderziekenhuis)
- Groningen
- Leeuwarden, (Gesloten sinds 1 november 2018)[1]
- Leiden
- Maastricht
- Nijmegen
- Rotterdam (bij het Sophia Kinderziekenhuis)
- Tilburg (in het St.Elisabeth Ziekenhuis)
- Utrecht
- Veldhoven
- Zwolle

Ronald McDonald Vakantiehuizen
- Beetsterzwaag
- Valkenburg aan de Geul
- Arnhem

Ronald McDonald Huiskamer
- Enschede
- Delft